# Aleksandr Szydłowski
Aleksandr Gieorgijewicz Szydłowski, ros. Александр Георгиевич Шидловский (ur. 1 lutego 1941 w Moskwie) – radziecki piłkarz wodny, dwukrotny medalista olimpijski.
Brał udział w dwóch igrzyskach (IO 68, IO 72), na obu zdobywał medale. W 1968 reprezentanci ZSRR zajęli drugie miejsce, cztery lata później triumfowali. Był złotym medalistą mistrzostw Europy w 1970.
Jego syn reprezentował Kazachstan na igrzyskach w 2004.